# Wolf
De wolf (Canis lupus), meer specifiek de grijze wolf, is een zoogdier uit de familie hondachtigen (Canidae) die verspreid voorkomt in Europa, Noord-Amerika en delen van noordelijk Azië. Er bestaan meer dan dertig ondersoorten, waaronder de hond en de dingo, maar de term grijze wolf verwijst meestal naar de in het wild levende ondersoorten. De wolf is de grootste wilde soort binnen zijn familie en verschilt van andere Canis-soorten door zijn minder spitse, rechtopstaande oren, de kortere romp en de langere staart. 
De wolf leeft in groepen met een sociale structuur, vaak bestaande uit een ouderpaar en hun nakomelingen. Wanneer de jonge wolven volwassen worden, kunnen ze de groep verlaten om hun eigen roedel te vormen. Wolven zijn territoriaal, en gevechten om territorium kunnen soms fataal aflopen. Ze vertonen coöperatief jachtgedrag en zijn zeer communicatief; typisch gedrag is het "huilen". Wolven jagen op grote hoefdieren zoals herten, elanden, rendieren en wilde zwijnen. Ze eten ook kleinere knaagdieren, aas en soms voedsel van mensen.
De wereldwijde populatie wolven werd in 2003 geschat op 300.000, en vormt daarmee een uitgesproken niet-bedreigde diersoort. Wolven kennen een lange mythologische geschiedenis met mensen; in veel landbouw- en veeteeltgemeenschappen werden ze als vijanden beschouwd en bejaagd vanwege aanvallen op vee. Aanvallen op mensen zijn relatief zeldzaam.

## Kenmerken
Wolven hebben een kop-romplengte van 1 tot 1,5 m, en een staart van 30 tot 50 cm. De schouderhoogte is 65 tot 80 cm. Vrouwtjes zijn zo'n tien procent kleiner dan mannetjes; mannetjes wegen 20 tot 80 kg, vrouwtjes worden gemiddeld 18 tot 50 kg zwaar.
De wolf heeft in rust een hartslag van 90 slagen per minuut en een ademhalingsfrequentie van 15 tot 20 per minuut. Bij grote inspanning kan dit oplopen tot een hartslag van 200 per minuut en een ademhalingsfrequentie van 100 per minuut.
Het gehoor, de reukzin en het zichtvermogen zijn goed ontwikkeld. Een wolf kan tegen de wind in andere dieren ontdekken die zich op een afstand van 300 meter van hem bevinden. Ook kan hij uitstekend zien in het donker. De wolf heeft een zichthoek van 250° tot 270° (ter vergelijking: dit is 180° bij mensen). De wolf kan tonen horen tot 40 kHz, tonen die te hoog zijn voor het menselijk gehoor. Er zijn speciale hondenfluitjes ontwikkeld, die niet voor mensen, maar wel voor honden en wolven hoorbaar zijn.

### Gebit

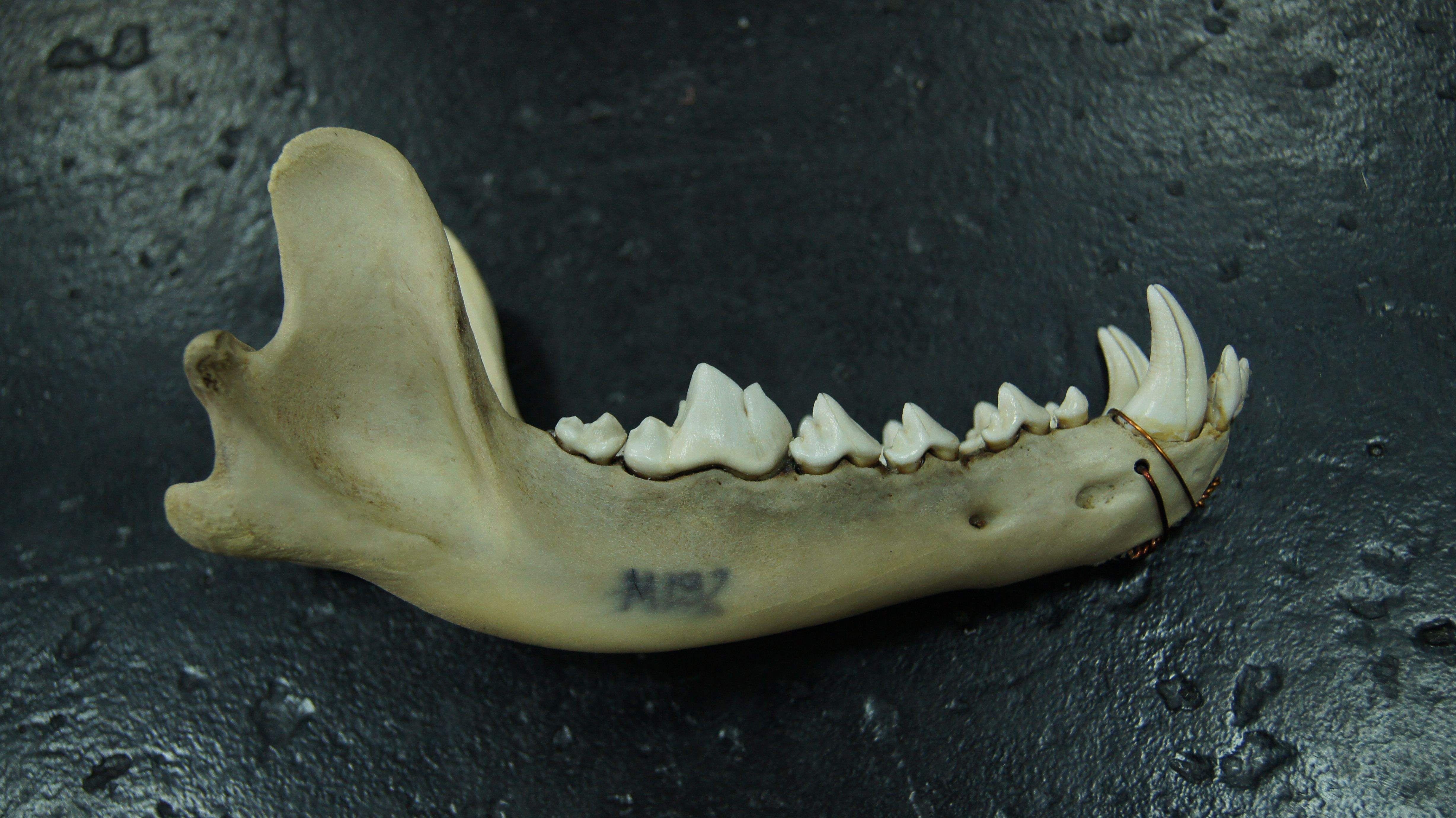
Onderkaak van een wolf

Het gebit van een wolf bestaat uit een totaal van 42 tanden, waarvan 12 snijtanden, 4 hoektanden, 16 voorkiezen, en 10 scheurkiezen en gewone kiezen. De hoektanden van de wolf zijn 2,5 cm lang en zijn sterk, scherp en lichtelijk gekromd. Met deze hoektanden kunnen ze hun prooi grijpen en vasthouden. De druk die een wolf met de hoektanden kan uitoefenen tijdens het bijten, is 15 MPa. Een wolf kan daarmee het been van een eland in een hap doorbijten. Een wolf kauwt niet op zijn prooi, maar scheurt het vlees in stukken en slikt het door. Het scheuren van dit vlees doet hij met zijn kleine snijtanden. Met draderige bestanddelen van het vlees, flost de wolf op een natuurlijke manier zijn tanden. Hierdoor worden de speekselklieren geactiveerd en wordt de mond ook gespoeld.

### Vacht
De wolf heeft een zeer dichte en zachte wintervacht, met een korte ondervacht en lang, grof, dekhaar. Het merendeel van de ondervacht en een deel van de dekharen worden afgeworpen in het voorjaar en groeien terug in het najaar. De langste haren van de wolf bevinden zich op de achterkant en vooral aan de voorkant en in de nek. In het bijzonder bevinden er zich lange haren op de schouders en ze vormen een kam in het bovenste gedeelte van de hals. De haren op de wangen zijn langwerpig en vormen bosjes. De oren zijn bedekt met korte haren die sterk lijken op de vacht. Op de ledematen van de ellebogen tot aan de calcaneuspezen bevinden zich korte, elastische en nauw aaneensluitende haren. De wintervacht is goed bestand tegen kou. Wolven in noordelijke klimaten kunnen comfortabel rusten in open gebieden bij -40 °C door het plaatsen van hun snuit tussen de achterste benen en het dekken van hun gezicht met de staart. De vacht van een wolf zorgt voor een betere isolatie dan hondenbont en, net als bij veelvraten, bevriest de vacht niet wanneer een wolf ademt tegen zijn vacht. In een warm klimaat is de vacht grover en dunner dan in het noorden bij wolven. Vrouwtjes hebben soepeler behaarde benen dan mannetjes en in het algemeen ontwikkelen ze, wanneer ze ouder worden, een meer gestroomlijnde en zachte vacht. Oudere wolven hebben over het algemeen meer witte haren in de punt van de staart, langs de neus en op het voorhoofd. De wintervacht is het langst behouden bij zogende vrouwtjes, waarbij ze wel een aantal haren verliezen rond de tepels. De lengte van het haar op het midden van de rug is 6 tot 7 cm. De lengte van de dekharen op de schouders is over het algemeen niet meer dan 9 cm, maar kan 11 tot 13 cm bereiken.
De kleur van de vacht varieert van bijna zuiver wit tot verschillende tinten blond, room en oker tot grijs, bruin en zwart. De variatie in kleur van de vacht heeft de neiging te vergroten in hogere breedtegraden. Er zijn bijna geen verschillen in kleur van de vacht tussen de geslachten, hoewel de vacht van een vrouwtje roder kan kleuren. De kleur van de vacht lijkt niet te dienen voor camouflage. Een aantal deskundigen concluderen dat de gemengde kleuren meer te maken hebben met de nadruk op bepaalde gebaren tijden de interactie. Zwart gekleurde wolven (die voortvloeien uit het wolf-hondhybridisatie) komen zelden voor in Eurazië, waar interacties met gedomesticeerde honden zijn verminderd in de afgelopen duizend jaar als gevolg van de uitputting van de wilde wolf. Zwarte exemplaren komen vaker voor in Noord-Amerika. Ongeveer de helft van de wolven in Yellowstone National Park is zwart.

### Zintuigen
De wolf heeft sterk ontwikkelde zintuigen. De ogen van een wolf zijn beter dan die van de mens. Wolven kunnen net als katachtigen beter zien in het donker. Mensen hebben meer kegeltjes in de ogen, maar minder staafjes. Wolven zien diepte minder goed op afstand dan de mens, maar wolven herkennen net als honden bewegende objecten eerder. Als een persoon stil zou staan voor een wolf, bestaat er een kans dat de wolf door de persoon heen kijkt. Wanneer de persoon beweegt ziet de wolf diegene weer wel. Wolven zien beter in het donker, omdat er een uit lichtbrekende kleine kristallen opgebouwde pigmentlaag achter het netvlies zit. Deze pigmentlaag reflecteert het licht. Dit is ook de reden waarom de ogen van een wolf of hond oplichten als men er licht op schijnt.

## Voedsel

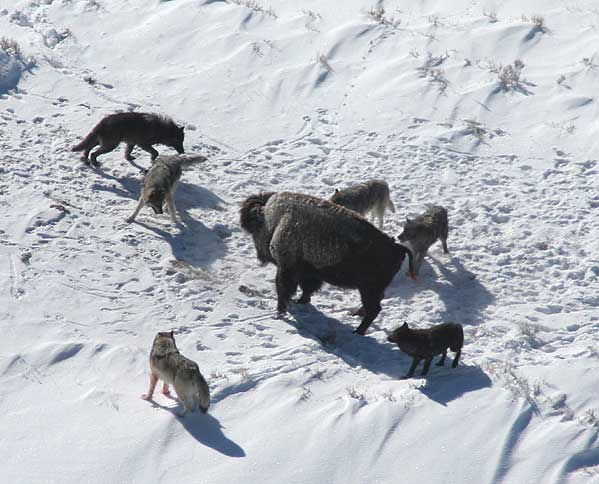
Een bizon wordt omringd door een roedel wolven.

De wolf is een specialist wat betreft prooidieren. In roedelverband wordt bij voorkeur gejaagd op de grotere hoefdieren, zoals elanden, edelherten, reeën en wilde zwijnen, afhankelijk van het aanbod in een gebied. Hij eet tevens knaagdieren, haasachtigen, en vogels, maar ook aas en afval. Bij een onderzoek naar het menu van Pools-Duitse wolven bleek dat ree ongeveer de helft van het menu beslaat, edelhert dertig procent en wild zwijn ongeveer vijftien procent. Kleinere dieren beslaan slechts vijf procent van het menu. In Scandinavië bestaat de prooi in de winter voornamelijk uit reeën en in de zomer uit (jonge) elanden. Ook vee en zelfs honden worden gegrepen. Een onbeschermd schaap is voor een wolf een eenvoudige prooi. De wolf is dus carnivoor en eet nauwelijks plantaardig voedsel.
Het succes bij de jacht is maar in beperkte mate afhankelijk van het aantal dieren in de roedel. Bij meer dan vier individuen lijkt het succes te stagneren. Dit komt doordat tijdens de jacht het werk vooral wordt gedaan door de enkelingen van de roedel die aan voortplanting doen. Zij die niet instaan voor voortplanting, en dus hun leven niet moeten wagen voor hun nageslacht, kunnen zich in de roedel gedragen als vrijbuiters. Ze lijken wel mee te werken, maar doen in feite weinig.
Het effect van wolven op de populaties van hun prooidieren vormt een bron van misverstanden. Wolven zullen nooit in staat zijn hun prooidieren uit te roeien, zo lang de prooidieren de vrijheid van migratie hebben. Wolven hebben wel invloed op het migratiegedrag en de conditie van de prooidierpopulatie. De prooidieren zullen in streken waar wolven voorkomen zeer alert zijn en steeds proberen zich buiten het bereik van de wolven te begeven. Minder gezonde dieren zullen dan eerder ten prooi vallen dan gezonde dieren, waardoor de populatie van de prooidieren "in conditie" gehouden wordt. Naarmate de prooidieren gezonder zijn, dan wel in lagere dichtheden voorkomen zal ook meer van de wolf gevraagd worden voedsel te bemachtigen, wat z'n effect heeft op conditie en voortplantingssucces van de wolven. Uiteindelijk hebben de prooidieren zo meer invloed op de wolvenpopulatie dan andersom.
Als wolven eenvoudig bij landbouwhuisdieren weten te komen, zullen ze zich hieraan tegoed doen. De wolven zullen in dergelijke voedselrijke gebieden in aantal toenemen. Als vervolgens de bewuste landbouwhuisdieren door betere bescherming niet meer beschikbaar zijn, zullen wolven andere voedselbronnen zoeken, wat gepaard kan gaan met brutaal aandoende vuilnisvreterij. Vossen vertonen soortgelijk gedrag, bijvoorbeeld in de duinen. Dergelijke interacties tussen mens en wolf versterken het negatieve beeld dat bestaat ten aanzien van wolven.

## Gedrag en sociale structuur
Wolven zijn dag- en schemeringsdieren, maar door felle bejaging zijn ze in veel gebieden (waaronder Europa) een nachtelijke leefwijze eropna gaan houden. De wolf is een goede renner, maar kan ook goed zwemmen. Ze zijn in staat zich snel te verplaatsen, met een topsnelheid van 50 tot 60 km/u. Gemiddeld legt een gevestigde wolf 20-25 kilometer per dag af en een 'wandel-wolf' legt 60 tot wel 70 kilometer per dag af, maar er is een geval bekend waarin een wolf op één dag 190 kilometer aflegde. Doorgaans zullen ze binnen hun territorium blijven, maar zo nodig kunnen ze in hoog tempo nieuwe gebieden verkennen.

### Roedel en territorium
Wolven zijn sociale dieren die in roedels leven die strikt georganiseerd zijn. Tegenwoordig wordt bij voorkeur gesproken van familiegroepen. Een familiegroep wordt geleid door een mannetje en een vrouwtje die gewoonlijk met alfa worden aangeduid. Gewoonlijk hebben zij het alleenrecht op voortplanting. De overige dieren zijn meestal (volwassen) nakomelingen van het alfapaar. Een vergelijkbaar stelsel kan ook aangetroffen worden bij andere in groepen jagende hondachtigen zoals de dhole (Cuon alpinus) uit India en de Afrikaanse wilde hond (Lycaon pictus). De nakomelingen van het alfapaar blijven hooguit twee jaar in de roedel. Bij een gemiddelde worp van 4 dieren kan de roedel na 2 jaar uit 10 dieren bestaan. Het voedselaanbod is van invloed op de roedelgrootte. Waar veel voedsel is (bijvoorbeeld Alaska, waar de wolven op elanden jagen) leven de wolven in grote roedels die kunnen bestaan uit wel dertig dieren. In gebieden met weinig voedsel, als Italië en Spanje, leven de dieren in kleine familiegroepen, bestaande uit het alfapaar en hun welpjes.
De oudere jongen verlaten al dan niet vrijwillig de roedel, en trekken vaak met hun broertjes en zusjes nog een periode op. Wanneer ze zelf een territorium en een partner gevonden hebben, vormen ze een eigen roedel. Onderzoek in Scandinavië heeft uitgewezen dat een uit de roedel weggetrokken teef de locatie van een nieuw territorium bepaalt. Een zwervende reu gaat op zoek naar zo'n geannexeerd gebied.
De omvang van een territorium is afhankelijk van de voedselsituatie, maar zal tussen de 200 en 2000 km² liggen. In de Alpen zijn territoria van 350 km² gemeten, in Alaska zijn ze groter. Eenzame wolven op zoek naar een partner of nieuw territorium kunnen grote afstanden afleggen – van tientallen kilometers tot meer dan duizend kilometer.

### Communicatie
De wolf kent een grote verscheidenheid aan expressiemogelijkheden, waaronder geluiden. Het bekende huilen is vooral bedoeld om te communiceren over langere afstanden en is intensiever bij dieren waarbij de sociale band groter is. Afhankelijk van de omstandigheden kunnen wolven dit gehuil op afstanden van zes tot tien kilometer horen. Het afbakenen van het territorium, door middel van te urineren met een opgetilde achterpoot, is voorbehouden aan dominante dieren. Binnen de roedel wordt vooral gecommuniceerd door middel van lichaamstaal. Onderdanige wolven bijvoorbeeld begroeten anderen door onderwerping, met afgewende ogen, staart tussen de achterpoten, lage houding, oren naar achteren en een zacht gejank. Als wolven boos of bang zijn laten ze dat meestal zien met ontblote tanden en gegrom.

#### Huilen
Wolven huilen om de roedel bij elkaar te houden (meestal voor en na de jacht), andere wolven te alarmeren (voornamelijk bij het nest), elkaar te vinden tijdens een storm of in een onbekend gebied en om te communiceren over grote afstanden. Het gehuil van een wolf kan onder bepaalde omstandigheden worden gehoord over een gebied van maximaal 130 km². Het gehuil van een wolf is over het algemeen niet te onderscheiden van dat van grote honden. Mannelijke wolven hebben een bereik van ongeveer een octaaf en hun roep eindigt in een diepe bas met de nadruk op "O", terwijl vrouwelijke wolven een nasale bariton produceren, met de nadruk op "U". Pups huilen bijna nooit, het huilen van wolven van een jaar oud eindigt op een hondachtig gekef.
Het huilen bestaat uit een grondtoon die tussen de 150 en 780 Hz kan liggen, met een reeks van maximaal 12 harmonische boventonen. De toonhoogte blijft meestal constant of varieert licht. Een huilende wolf kan tot wel 5 keer de toonhoogte afwisselend laten dalen en dan weer stijgen. Gehuil dat wordt gebruikt om andere wolven uit de roedel naar een gedode prooi te roepen, bestaat uit langgerekte, zachte geluiden die wel wat weg hebben van het begin van de schreeuw van een oehoe. Bij het achtervolgen van een prooidier stoten ze hogere tonen uit die heen en weer gaan tussen twee noten. Wanneer ze hun prooi insluiten gebruiken ze een combinatie van kort geblaf en gehuil. Wanneer ze samen huilen, huilen ze in harmonie en niet in koor op dezelfde toon, waardoor ze de indruk wekken dat er meer wolven zijn dan het werkelijke aantal. Solitaire wolven huilen doorgaans niet in gebieden waar andere roedels aanwezig zijn. Wolven beantwoorden geen gehuil bij regenachtig weer of wanneer ze volgevreten zijn.
Het gehuil van wolven uit verschillende gebieden kan van elkaar verschillen. Europese wolven huilen veel langduriger en melodieuzer dan die uit Noord-Amerika, die veel harder huilen en een sterkere nadruk leggen op de eerste lettergreep. De twee begrijpen elkaars taal wel, zoals blijkt uit waarnemingen waarbij Noord-Amerikaanse wolven reageerden op biologen die Europese wolven nadeden.

### Relatie met raven
Wolven en raven hebben een speciale sociale en ecologische relatie. Raven en wolven worden soms spelend waargenomen, maar er is ook een voedselrelatie tussen beide soorten. Raven hangen rond in de buurt van wolven waardoor ze kunnen profiteren van hun prooien. De relatie werkt ook in de andere richting: raven kunnen wolven lokken naar mogelijke prooien of aas, waar beide soorten van kunnen eten. Raven vertonen een specifieke voorkeur om wolven te volgen.

## Voortplanting en ontwikkeling

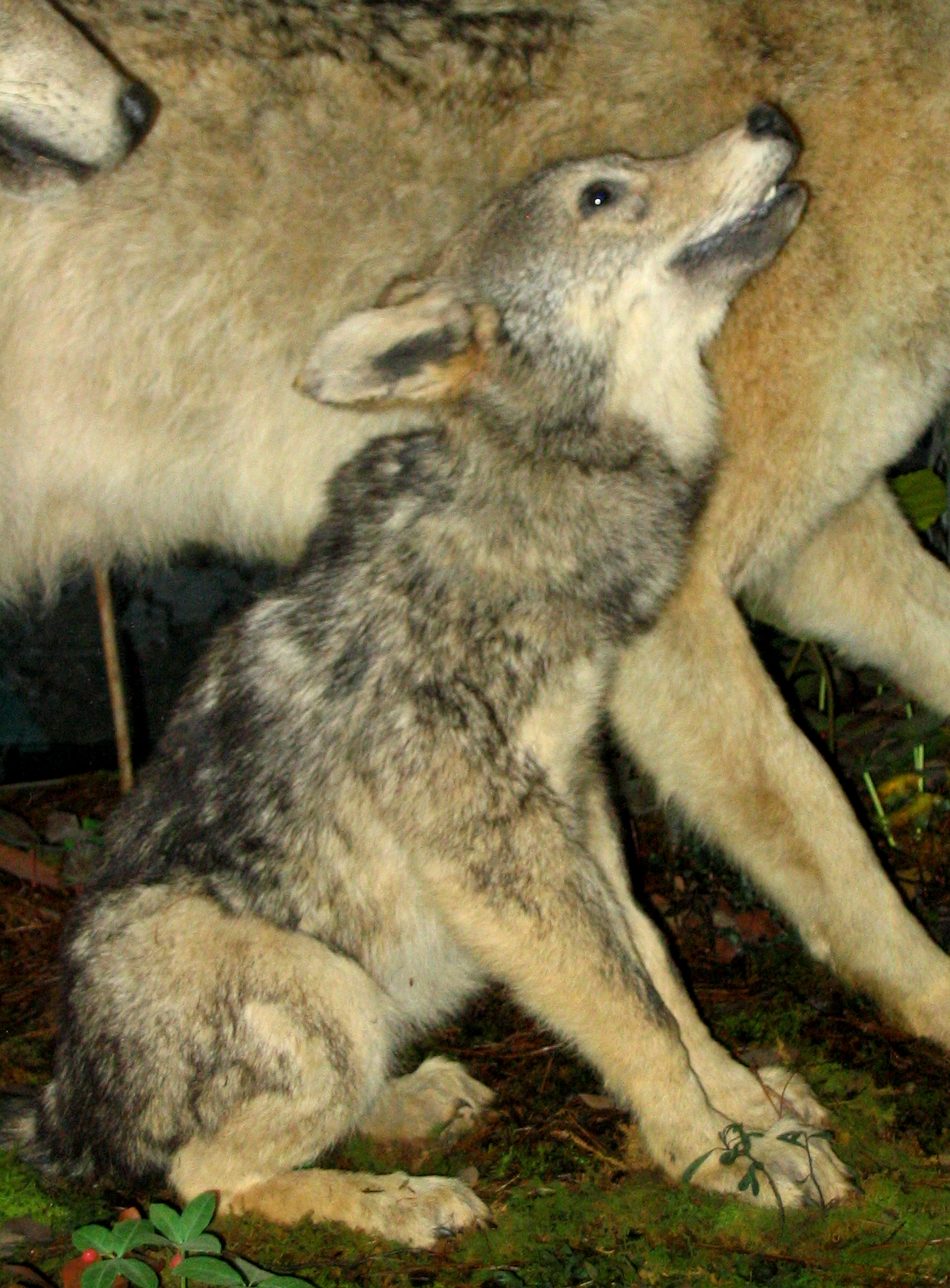
Een opgezette wolvenwelp

De wolf is over het algemeen monogaam: paren blijven meestal bijeen tot een van de twee sterft. Na de dood van een wolf wordt snel een nieuw koppel gevormd. Omdat er meestal meer mannetjes zijn in een groep, zijn ongepaarde vrouwtjes een zeldzaamheid. Als een mannelijke wolf niet in staat is om een territorium te maken of een partner te vinden, zal hij met de dochters van een reeds gevestigd broedpaar van een andere groep paren. Zulke wolven worden "casanovawolven" genoemd, naar Giacomo Casanova. In tegenstelling tot mannen van gevestigde groepen, vormen ze geen broedpaar met de vrouwtjes waar ze mee paren. Sommige groepen kunnen meerdere vrouwtjes hebben die op deze manier bevrucht zijn, zoals het geval is in Yellowstone National Park.
De leeftijd waarop een wolf voor het eerst gaat paren hangt grotendeels af van de omgevingsfactoren: wanneer voedsel in overvloed is of wanneer de wolvenpopulaties sterk worden beheerd, kunnen wolven op jongere leeftijd welpen grootbrengen om de overvloedige middelen beter te kunnen benutten. Dit wordt ook aangetoond door het feit dat wolven in gevangenschap bereid zijn te paren zodra ze 9 tot 10 maanden oud zijn, terwijl de jongste geregistreerde paring in het wild bij wolven van twee jaar oud voorkwam. Vrouwtjes kunnen elk jaar welpen krijgen, met gemiddeld een nest per jaar. In tegenstelling tot de coyote bereikt de wolf nooit reproductieve veroudering. De bronsttijd vindt meestal plaats in de late winter. Bij oudere vrouwtjes begint die periode 2-3 weken eerder dan jongere vrouwtjes. Als het vrouwtje bereid is te paren, beweegt ze haar staart naar een kant om zo haar vulva bloot te stellen. Tijdens de paring komt de penis van het mannetje vast te zitten in de vagina, iets dat 5-36 minuten kan duren. Omdat de bronsttijd bij wolven slechts een maand duurt, verlaten mannelijke wolven hun vrouwtjes niet om andere vrouwtjes te bevruchten, wat honden wel doen.
De paartijd van wolven verschilt per gebied. In Scandinavië duurt hij van februari tot april. Het nest van een wolf bevindt zich in een grot of een hol, verscholen onder boomwortels of tussen rotsen. Soms graaft hij zijn eigen hol, of vergroot hij een vossenhol of dassenburcht. De andere vrouwtjes huilen bij de ingang, het lijkt net of ze hem aanmoedigen. Tijdens de dracht blijven vrouwelijke wolven in de buurt van hun grondgebied, waar de kans op gewelddadige ontmoetingen kleiner is. Oudere vrouwtjes zijn meestal drachtig in het hol van hun vorige nest, terwijl jongere vrouwtjes meestal in de buurt van hun geboorteplaats blijven. De draagtijd duurt 62-75 dagen. De welpen worden meestal geboren in de zomerperiode. Wolven krijgen relatief gezien grote welpen in kleine nesten in vergelijking met andere hondachtigen. De gemiddelde worp bestaat uit 5 of 6 welpen. Waar prooien overvloedig aanwezig zijn, worden meestal grote nesten geworpen. Uitzonderlijk grote nesten van 14-17 welpen komen slechts in 1% van de gevallen voor. De welpen worden meestal geboren in de lente, die samenvalt met een overeenkomstige stijging van de populatie aan prooien. De welpen worden blind en doof geboren en hebben een korte en zachte, grijsbruine vacht. Bij de geboorte wegen ze 300-500 gram. Ze beginnen te zien na 9-12 dagen. De melkhoektanden komen uit na een maand. De welpen verlaten het nest voor het eerst na drie weken. Wanneer ze 1,5 maand oud zijn, zijn ze sterk genoeg om te vluchten voor gevaar. Moederwolven verlaten de eerste weken het hol niet; de vaders halen voedsel voor hen en hun jongen. De welpen beginnen met het eten van vast voedsel op de leeftijd van 3 à 4 weken. De welpen vertonen de snelste groei tijdens de eerste vier maanden: in deze periode vermeerdert het gewicht van de welp ongeveer met factor dertig. In het najaar zijn de welpen groot genoeg om samen met volwassen exemplaren op jacht te gaan op grote prooien.
De jongen blijven minstens een jaar bij de roedel. Vaak blijven ze langer bij de roedel, maar soms verlaten één- of tweejarigen de groep, vooral als ze worden gedomineerd door andere roedelleden en ook afhankelijk van het voedselaanbod. In gebieden met grotere prooidieren, zoals eland en edelhert is het voordelig een grote roedel te hebben. Wolven kunnen van vijftien tot twintig jaar oud worden in gevangenschap, maar in het wild is zo'n jaar of tien het maximum.

## Vijanden en concurrenten

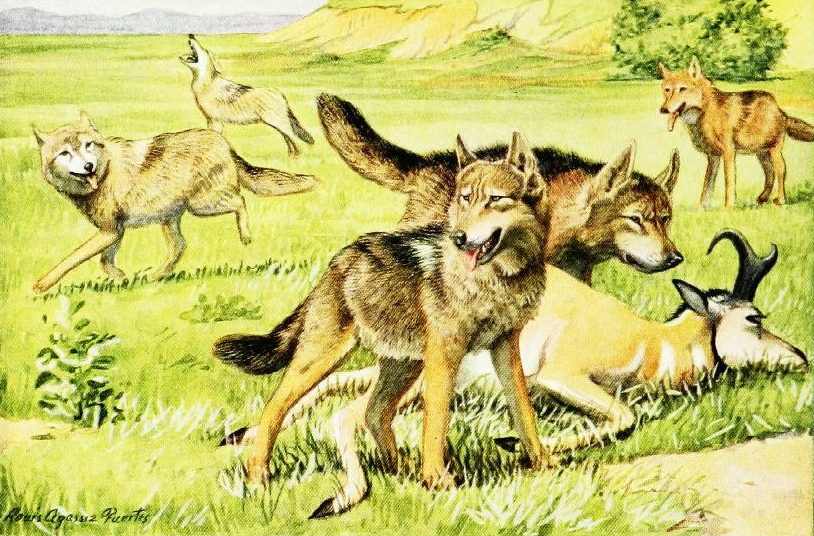
Wolven in een confrontatie met coyotes om een gaffelbokkarkas. (Louis Agassiz Fuertes, 1919)

Wolven domineren meestal andere leden van de hondachtigen in gebieden waar ze allebei optreden. In Noord-Amerika komt het vaak voor dat wolven coyotes doden, vooral in de winter, wanneer coyotes eten proberen te krijgen van dieren die door wolven gedood zijn. Wolven vallen vaak de nesten van coyotes aan door die uit te graven en de pups te doden, maar ze eten ze zelden op. Er zijn geen verslagen van coyotes die wolven doden, maar coyotes kunnen wolven opjagen als ze in de meerderheid zijn. Bijna identieke interacties zijn ook waargenomen in Eurazië tussen wolven en goudjakhalzen, die flink in de minderheid zijn in gebieden waar veel wolven voorkomen.
Wolven zijn de belangrijkste vijand van wasbeerhonden. Ze doden er grote aantallen van in het voorjaar en de zomerperiode. Wolven doden ook rode, pool- en steppevossen, soms eten ze hen. In Azië kunnen ze concurreren met dholes. Wolven lopen in Eurazië en Noord-Amerika bruine beren tegen het lijf. Bruine beren domineren meestal wolfgroeperingen, terwijl de wolven meestal de overhand hebben tegen beren bij het verdedigen van hun holen. Beide soorten doden elkaars jongen. Wolven eten van de bruine beren na ze te hebben gedood, terwijl de bruine beren alleen van jonge wolven lijken te eten.
Interacties van wolven met zwarte beren zijn veel zeldzamer dan met bruine beren, mede door verschillen tussen de voorkeuren van het leefgebied. De meerderheid van de ontmoetingen tussen de zwarte beer en de wolf vindt plaats in het noorden. Er zijn geen interacties waargenomen in Mexico. Wolven zijn waargenomen bij tal van gelegenheden waar ze actief op zoek gaan naar zwarte beren in hun holen om hen te doden, zonder ze op te eten. In vergelijking met de bruine beren blijken zwarte beren vaker gedood te worden door wolven. Terwijl ontmoetingen met bruine en zwarte beren vaak voor lijken te komen, komt het zelden voor dat ijsberen interageren met wolven, maar er zijn twee beelden opgenomen waarin wolvengroepen ijsbeerjongen doden. Wolven kunnen ook de jongen van de Aziatische zwarte beren doden.
Wolven kunnen gestreepte hyena's tegenkomen in Israël en Centraal-Azië. Gestreepte hyena's voeden zich met de lichamen van wolven in gebieden waar de twee soorten elkaar tegenkomen. Op een een-op-eenbasis, domineren hyena's wolven, hoewel groepen met wolven een hyena die alleen is kunnen wegjagen.
Grote wolvenpopulaties veroorzaken een laag aantal kleine tot middelgrote katachtigen. Wolven ontmoeten poema's langs delen van de Rocky Mountains en de aangrenzende bergketens. Bij de jacht op verschillende hoogtes vermijden wolven en poema's elkaar meestal. In de winter, wanneer de sneeuw hun prooi in de valleien dwingt, is er echter meer kans op interactie tussen de twee soorten. Hoewel ze zelden op elkaar inwerken, zullen wolven en poema's elkaar doden wanneer de ene partij in de meerderheid is. Ze jagen op manoels en kunnen een bedreiging vormen voor sneeuwpanters. Wolven beperken ook de populatie van de Euraziatische lynx. Buiten de mens blijken tijgers de enige serieuze roofdieren van de wolven te zijn. In de gebieden waar wolven en tijgers samen voorkomen, zoals het Russische Verre Oosten, hebben de twee soorten een overlappend dieet, wat resulteert in concurrentie.
Interacties tussen wolven en tijgers zijn goed gedocumenteerd in Sichote-Alin, dat tot aan het begin van de 20e eeuw maar weinig wolven had. Het aantal wolven in de regio steeg pas nadat tijgers grotendeels waren geëlimineerd tijdens de Russische kolonisatie in de late 19e en vroege 20e eeuw. Dit wordt bevestigd door de inheemse bevolking van de regio; zij zeggen geen weet te hebben van wolven die Sikhote-Alin bewoonden vóór het jaar 1930, toen het aantal tijgers afnam. Tijgers houden het aantal wolven laag, tot het punt van lokaal uitsterven of minstens tot zo'n lage aantallen dat ze een functioneel onbelangrijk component vormen van het ecosysteem. Alleen als mensen het aantal tijgers laag houden, lijken de wolven een kans te maken. Wolven zijn vandaag de dag schaars in gebieden waar tijgers voorkomen; ze leven er individueel of in kleine groepen. Aan de hand van interacties tussen de twee soorten valt op te maken dat tijgers zo nu en dan op wolven jagen en hen doden, terwijl wolven alleen maar het aas eten van dode tijgers. Bewezen gevallen van tijgers die wolven doden, zijn zeldzaam en aanvallen lijken gericht te zijn op uitschakeling van concurrentie in plaats van op predatie. Deze concurrentiedrang werd door Russische natuurbeschermers gebruikt om jagers in het Verre Oosten te overtuigen de grote katten te dulden, omdat ze minder invloed hebben op het aantal hoefdieren dan wolven en omdat ze de wolven in aantal beperken.

## Evolutie en taxonomie

### Naam
De wetenschappelijke naam van de wolf werd in 1758 gepubliceerd door Carl Linnaeus in de tiende editie van Systema naturae. Linnaeus gaf niet zelf een beschrijving, maar verwees naar oudere beschrijvingen door Conrad Gesner, Ulisse Aldrovandi en Jan Jonston. Zij gebruikten als geslachtsnaam de naam 'Lupus', wat Latijn is voor wolf, en Linnaeus nam die naam over als soortnaam.

### Voorouders

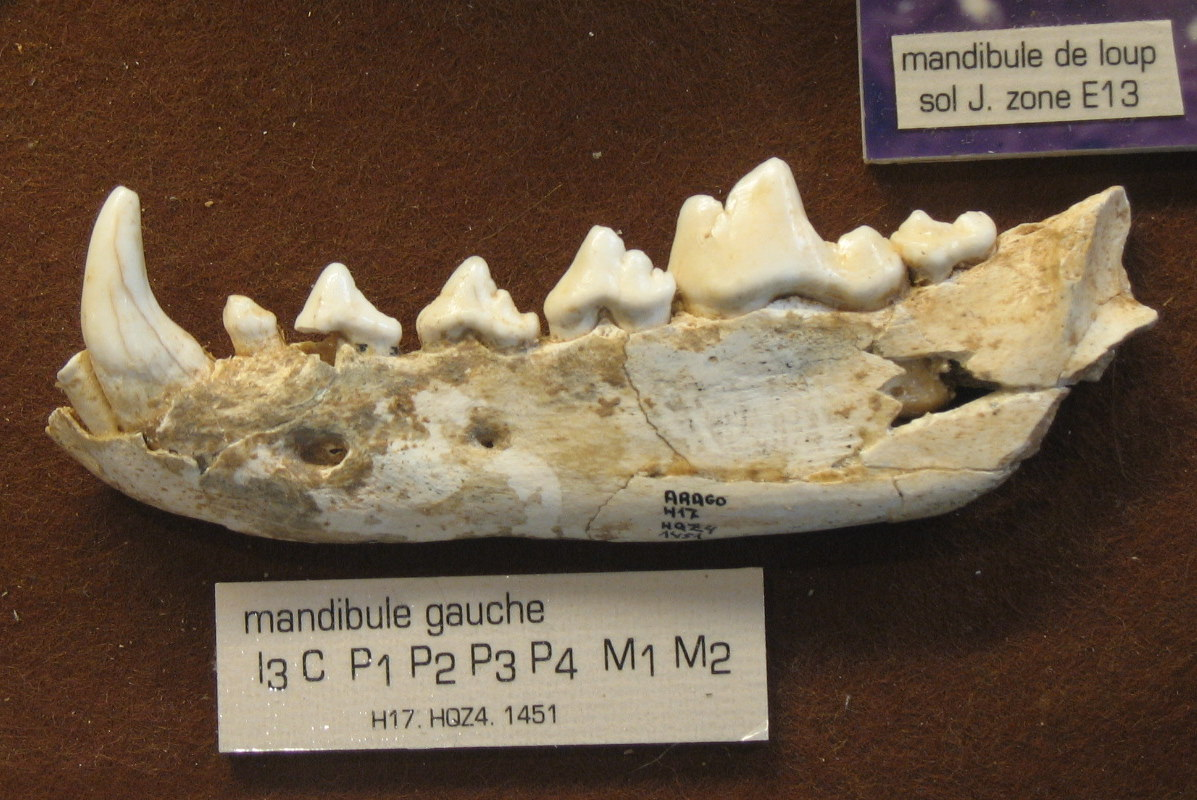
De onderkaak van Canis mosbachensis, Museum van Prehistorie, Tautavel

De meest waarschijnlijke voorouder van de wolf is de Canis lepophagus, een kleine, Noord-Amerikaanse hondachtige met een smalle schedel uit het Mioceentijdperk, die ook de voorouder zou zijn van de coyote. Na het uitsterven van de zwaargebouwde Borophaginaefamilie ontwikkelde C. lepophagus zich tot een groter dier, met een bredere schedel. De eerste echte wolven begonnen te verschijnen aan het einde van de Noord-Amerikaanse Blancanfase (plioceen) en het begin van de vroege Irvingtonian (vroege pleistoceen). Onder hen was er de kleine soort C. priscolatrans – die sterk lijkt op de hedendaagse rode wolf – die zich gevestigd heeft in Eurazië door het oversteken van de Beringlandbrug. De Euraziatische C. priscolatrans is verder geëvolueerd tot C. mosbachensis, die sterk leek op de moderne wolven die men gevonden heeft op het Arabisch Schiereiland en in Zuid-Azië. De soort verspreidde zich over Europa van het begin van de kwartaire ijstijd tot ongeveer 500.000 jaar geleden. C. mosbachensis is vervolgens geëvolueerd in de richting van C. lupus.

### Opdeling in ondersoorten

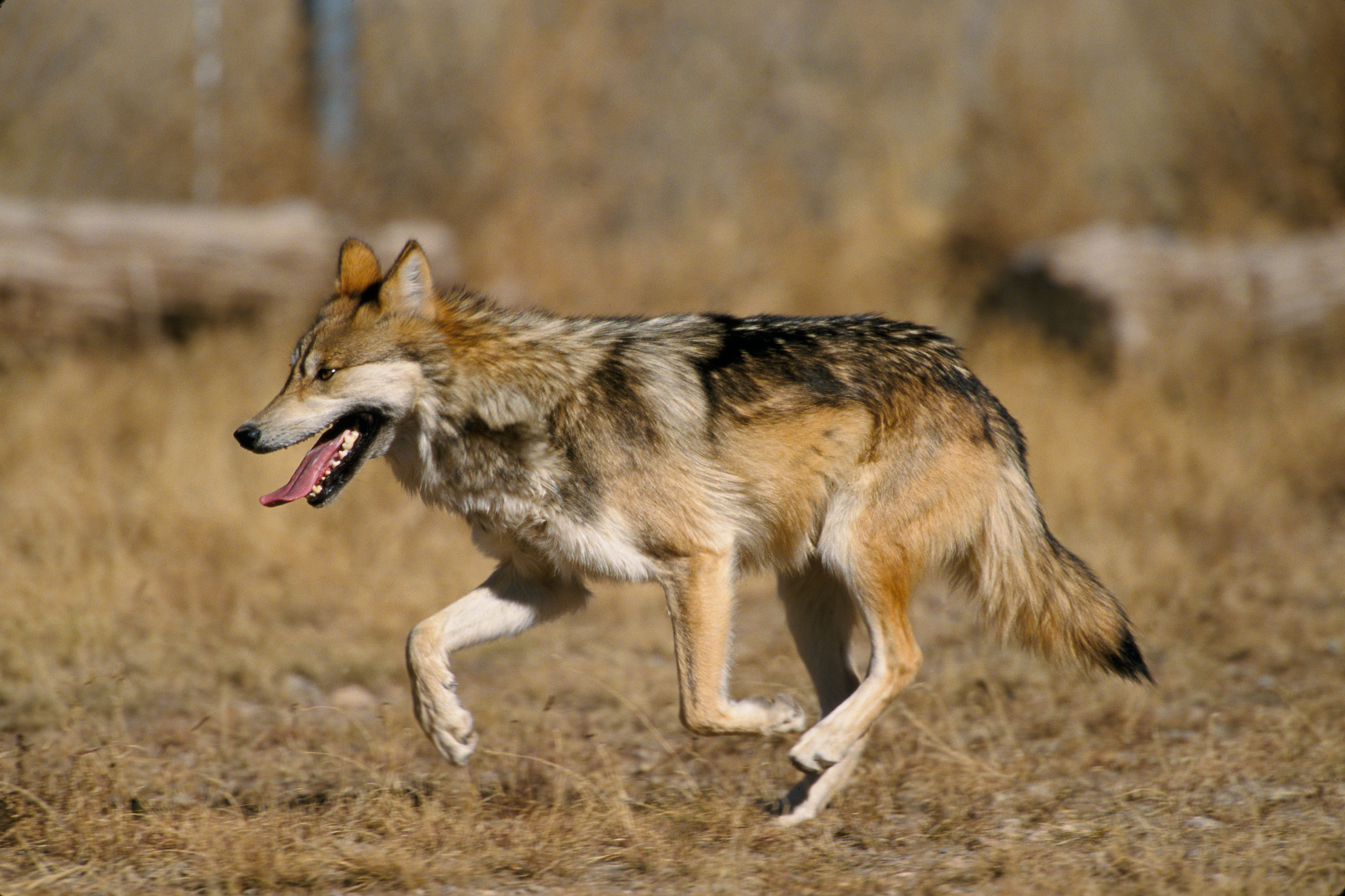
Mexicaanse wolf (C. l. baileyi)

Waarschijnlijk is het Indisch Subcontinent de bakermat van de evolutie van de wolf, het is namelijk de thuisbasis van drie verschillende aftakkingen: de oudste is de Himalayawolf (afkomstig uit de Himalayaregio van Oost-Kashmir, Himachal Pradesh, delen van Tibet en Oost-Nepal), waarvan wordt gedacht dat ze 800.000 jaar geleden zijn ontstaan, toen de Himalayaregio grote geologische en klimatologische onrustige perioden onderging. De Indische wolf (Canis lupus pallipes) splitste zich waarschijnlijk circa 400.000 jaar geleden af van de Himalayawolf. Afstammelingen hiervan trokken later naar Afrika. De recentste opdeling van de wolf in India is de Canis lupus chanco (afkomstig uit de noordwestelijke Himalayaregio Kashmir), die 150.000 jaar geleden is ontstaan. Deze laatste afstammelingen, bekend als de "holarctische clade", heeft zich verspreid over Europa en Noord-Amerika, wat blijkt uit gemeenschappelijke genetische merkers van honden, Europese en Noord-Amerikaanse wolven.
De nu uitgestorven Japanse wolven stamden af van grote Siberische wolven die het Koreaanse schiereiland en Japan bewoonden, voordat deze gescheiden werden van het vasteland van Azië, 20.000 jaar geleden tijdens het pleistoceen. Tijdens het Holoceen werd de Straat Tsugaru breder en isoleerde Honshu van Hokkaidō, waardoor er klimatologische veranderingen volgden die leidden tot het uitsterven van de meeste grote hoefdieren die de archipel bewoonden. Japanse wolven ondergingen 7.000-13.000 jaar geleden waarschijnlijk een proces van eilanddwerggroei naar aanleiding van deze klimatologische en ecologische druk. Canis lupus hattai (voorheen afkomstig uit Hokkaidō) was veel groter dan haar zuidelijke neef Canis lupus hodophilax, omdat die eerste op hoger gelegen gebieden leefde en toegang had tot grotere prooien en een voortdurend genetisch interageerde met wolven uit Siberië.

### Ondersoorten
Er zijn diverse ondersoorten van de wolf benoemd; sommige hiervan zijn uitgestorven (†), sommige andere worden niet meer erkend:
- Canis lupus albus (Witte wolf)
- † Canis lupus alces (schiereiland Kenai)
- Canis lupus arabs (Arabische wolf, Arabisch Schiereiland)
- Canis lupus arctos (Poolwolf)
- Canis lupus baileyi (Mexicaanse wolf)
- † Canis lupus beothucus (Newfoundlandwolf, Newfoundland)
- † Canis lupus bernardi (Bankseiland en Victoria-eiland)
- Canis lupus campestris (Oekraïne, Kazachstan, Kaukasus)[13]
- Canis lupus chanco (Centraal-Azië, Noord-China)
- † Canis lupus columbianus (Brits-Columbia)
- Canis lupus crassodon (Vancouvereiland)
- Canis lupus deitanus (Spaanse wolf)
- Canis lupus dingo (Dingo)
- Canis lupus familiaris (Hond)
- Canis lupus filchneri
- † Canis lupus floridanus (Florida)
- † Canis lupus fuscus (Cascade Range)
- † Canis lupus gregoryi (Mississippi)
- † Canis lupus griseoalbus (Alberta, Saskatchewan, Manitoba)
- † Canis lupus hattai (Hokkaido, de naam "Ezowolf" komt in lijsten voor)
- † Canis lupus hodophilax (Japanse wolf)
- Canis lupus hudsonicus (Hudsonbaai)
- Canis lupus irremotus (noordelijke Rocky Mountains)
- Canis lupus italicus (Italië)
- Canis lupus labradorius (Labrador)
- Canis lupus ligoni (Alexanderarchipel)
- Canis lupus lupaster (Egypte)[14]
- Canis lupus lupus (Europese wolf)
- Canis lupus lycaon (Amerikaanse wolf)
- Canis lupus mackenzii (Northwest Territories)
- Canis lupus manningi (Baffineiland)
- Canis lupus minor (Rietwolf)
- † Canis lupus mogollonensis (Arizona en New Mexico)
- † Canis lupus monstrabilis (Texas en New Mexico)
- Canis lupus nubilus (Minnesota, Michigan en Wisconsin)
- Canis lupus occidentalis (Westelijk Canada)
- Canis lupus orion (Groenland)
- Canis lupus pallipes (Indische wolf)[15]
- Canis lupus pambasileus
- Canis lupus signatus (Iberische wolf)
- Canis lupus tundrarum (Alaskawolf)
- † Canis lupus youngi (zuidelijke Rocky Mountains)

Deze indeling wordt niet door iedereen erkend. Sommige wetenschappers erkennen bijvoorbeeld slechts twaalf ondersoorten, waarbij de hond en de dingo als een aparte soort (Canis familiaris) worden gezien, en een groot aantal (voornamelijk Noord-Amerikaanse) ondersoorten zijn samengevoegd.
Deze ondersoorten zijn:
Noord-Amerika
- Canis lupus arctos (poolwolf) – Arctisch Canada
- Canis lupus occidentalis (Alaskawolf, met inbegrip van ssp. tundrarum) – Alaska, Noordwest-Canada
- Canis lupus lycaon (Amerikaanse wolf) – Zuidoost-Canada & Noordoost-VS
- Canis lupus nubilus – Centraal-VS & oosten van Centraal-Canada
- Canis lupus baileyi (Mexicaanse wolf) – Mexico & het zuidwesten van de Verenigde Staten

Eurazië
- Canis lupus albus (witte wolf) – Noord-Rusland
- Canis lupus lupus (Europese wolf) – Europa tot China
- Canis lupus pallipes (Indische wolf) – India tot het Midden-Oosten
- † Canis lupus hattai (Ezowolf) – Hokkaido, Japan
- † Canis lupus hodophilax (Japanse wolf) – Honshu, Japan

### Genetische verwantschap met andere diersoorten

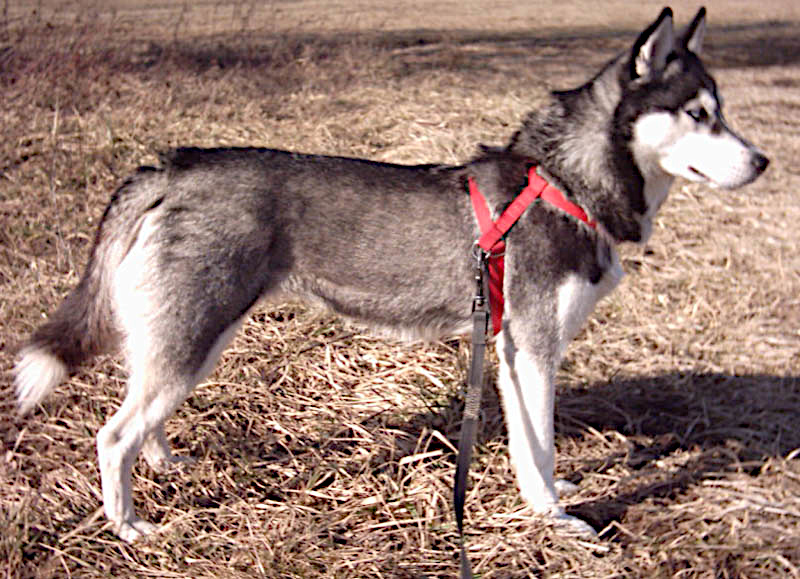
De husky is een hondenras dat nog zichtbare kenmerken van een wolf bezit.

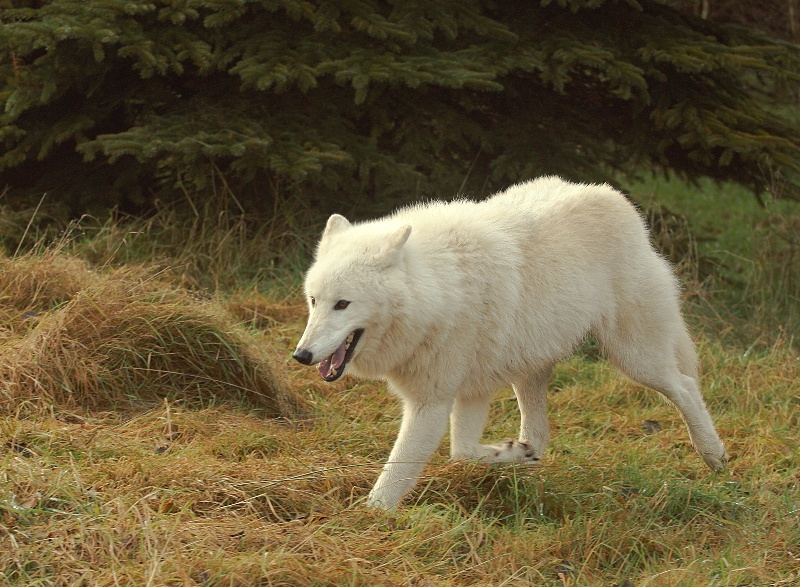
Poolwolf (C. l. arctos)

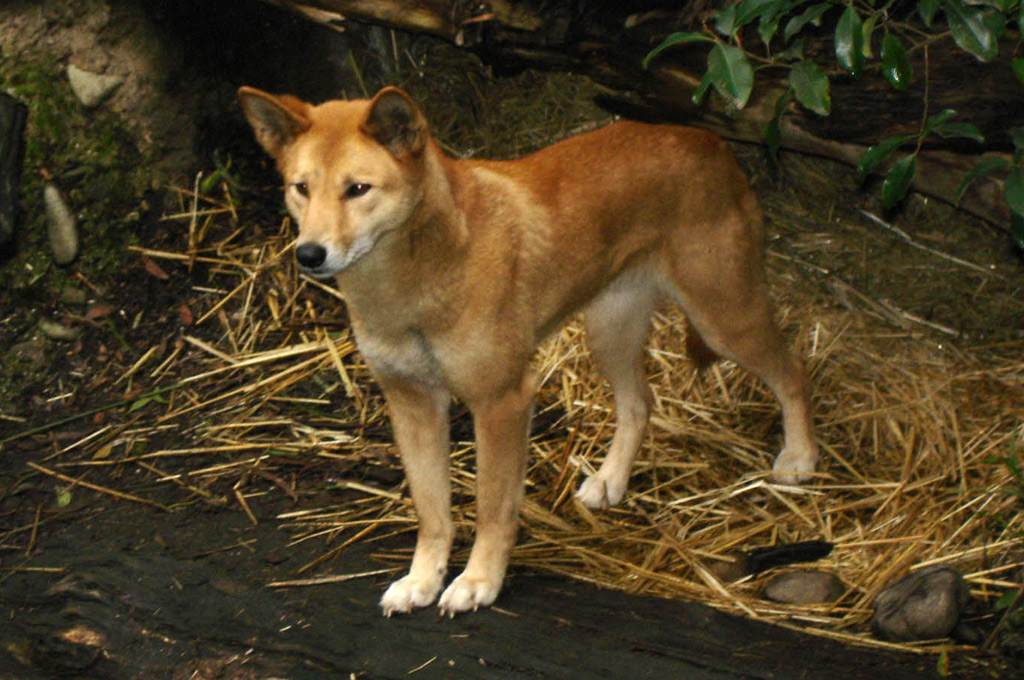
Dingo (C. l. dingo)

De genetische verwantschap tussen de wolf en de door de mens gedomesticeerde hond is lange tijd onderwerp van discussie geweest. Sommigen zagen eerder een andere soort van het geslacht Canis, namelijk de goudjakhals (Canis aureus) als de waarschijnlijke voorouder. Nieuw DNA-onderzoek wees echter toch sterk in de richting van de wolf. Het verschil in de basenvolgorde van het mitochondriaal DNA van hond en wolf is slechts 0,2%, wat veel kleiner is dan het verschil met enige andere gepostuleerde voorouder van de hond. Veel wijst er zodoende op dat het hele geslacht Canis een vrij recente oorsprong heeft, aangezien de soorten ervan nog enige kans hebben zich bij kruising met succes voort te planten.
De aan het eind van het Pleistoceen uitgestorven reuzenwolf heeft, ondanks de naam, geen rechtstreekse genetische verwantschap met hedendaagse wolven.

## Verspreiding
Wolven passen zich makkelijk aan allerlei omstandigheden aan en leven in een grote verscheidenheid aan habitats. Zowel op toendra's, steppen en prairies als in dichte bossen komen ze voor, evenals in laagland en in gebergten. Hierdoor hebben ze zich verspreid over de gehele Holarctis, noordwaarts tot voorbij de poolcirkel, en zuidelijk tot Mexico, Zuid-Europa, Noord-India, China en zelfs in Arabië. De wolf was vroeger het roofdier met het grootste natuurlijke verspreidingsgebied. Tegenwoordig is dit de vos.

### Geschiedenis
Ooit waren wolven een gewone verschijning op het gehele noordelijk halfrond, maar door toedoen van de mens is hun leefgebied drastisch ingeperkt. Voor een deel komt dat doordat het leefgebied door de mens voor andere doeleinden in gebruik genomen is, maar veelal ook door vervolging van de soort. In Europa is de wolf steeds verder teruggedrongen. In de 16e eeuw kwamen er nog wolven voor in Engeland, maar daar worden ze al eeuwen niet meer waargenomen. In Nederland en België verdween de wolf aan het begin van de 19e eeuw voor lange tijd, maar eind jaren 10 van de 21e eeuw zijn ze langzaam teruggekomen in Nederland. Ook in verschillende andere Europese landen was de wolf een tijdlang geheel of vrijwel geheel uitgeroeid. De wolf was nog in redelijke aantallen aanwezig in Noorwegen, Zweden, Finland, Rusland, Polen, en waarschijnlijk ook in Tsjechië en het gebied dat oostelijker en zuidelijker daarvan ligt.

### Wolven in Europa

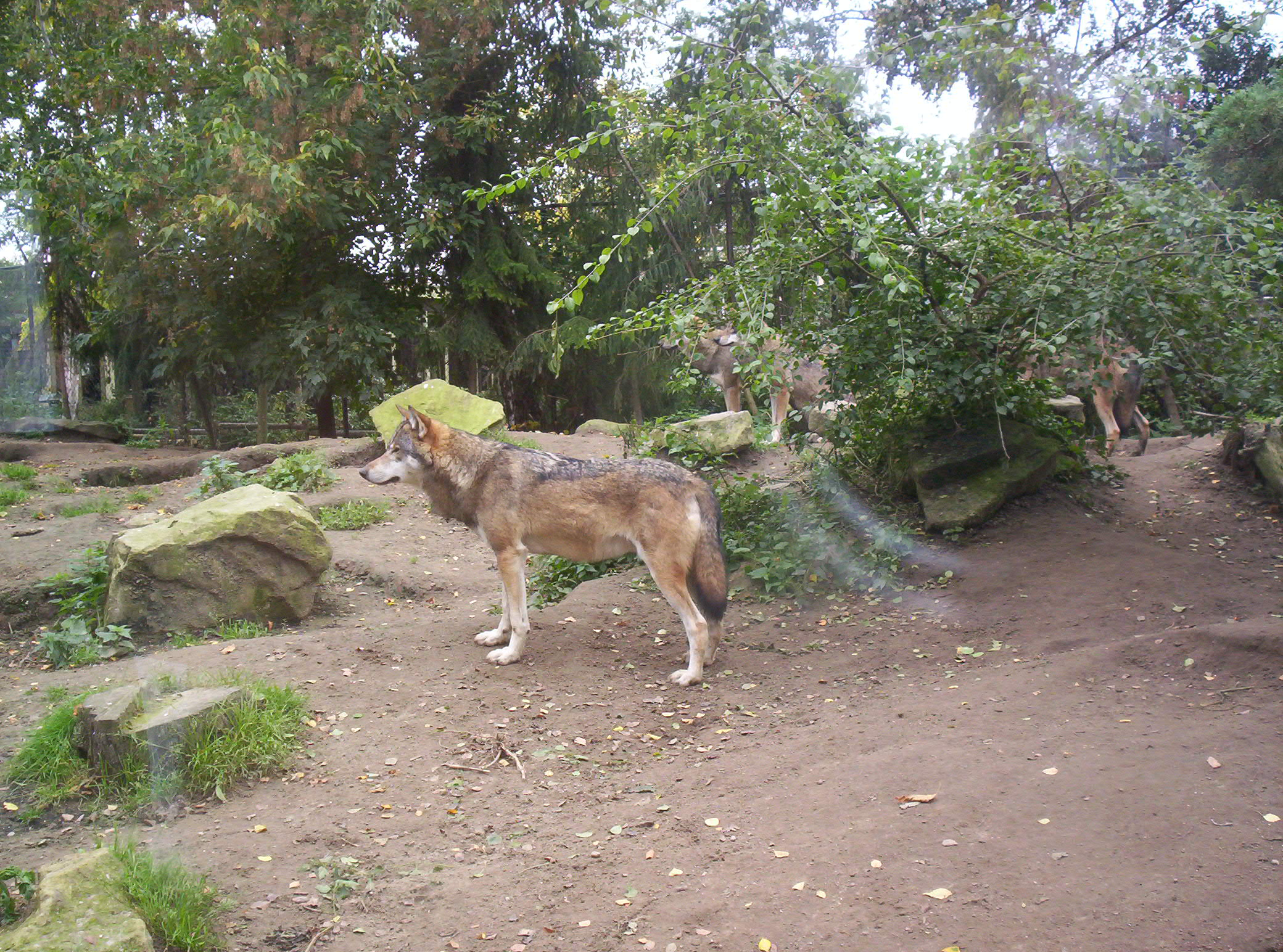
Wolf in gevangenschap

Tegenwoordig heeft de wolf in veel landen een beschermde status, in Duitsland sinds 1989. In Frankrijk en Duitsland wordt er geld uitgekeerd voor door wolven veroorzaakte schade. Enkele wolven dragen zenders zodat ze goed te volgen zijn.
In de Conventie van Bern, die door de Europese Unie werd bekrachtigd, heeft de permanente commissie de status van de wolf eind 2024 versoepeld van “streng beschermd” naar “beschermd”.

#### Centraal-Europa en Duitsland
Na de Tweede Wereldoorlog zijn er in Duitsland minstens negen wolven doodgeschoten die het gelukt was de grens te passeren. Een van hen werd beticht de 'Wurger van Lichtenmoor' te zijn, een roofdier, dat grote aantallen vee heeft gedood. In werkelijkheid werd het vee door mensen gedood.
Sinds eind 20e eeuw nemen de wolvenpopulaties in Centraal-Europa weer toe. Door de val van het communisme in de Sovjet-Unie is de jacht op wolven verminderd. Via Polen zijn ook in Duitsland weer wolven teruggekeerd. Aanvankelijk leefden ze daar alleen op een legeroefenterrein in de deelstaat Saksen bij het drielandenpunt met Polen en Tsjechië in de Niederschlesischer Oberlausitzkreis. In 1996 zijn de eerste wolven vanuit Polen naar Duitsland gekomen, de roedels vestigden zich vaak op oude Sovjetlegerterreinen. In 2005 waren dat er nog twee: één op de Neustadler heide met vijf welpen en een roedel op de Muskauer Heide met acht welpen. In de tussentijd was er sprake van vermenging met herdershonden, wat vaker voorkomt bij wolven en honden. In 2009 waren er in Duitsland vier roedels met jongen, plus nog wat enkelingen. Hun aantal werd geschat op 40 dieren.
Op 4 maart 2010 werd bekend dat er in de Duitse deelstaat Noordrijn-Westfalen, op ongeveer 180 kilometer van de Nederlandse grens, een wolf was waargenomen. Nadat er een schaap was verslonden, werd de aanwezigheid met een DNA-test bewezen. In 2012 werd er in het Westerwald tussen Keulen en Frankfurt een doodgeschoten wolf gevonden. In datzelfde jaar werd een nest waargenomen dat geboren was op een legerplaats bij Munster in Nedersaksen, 170 kilometer van de grens met Groningen en Drenthe. In april 2013 werd een wolf vastgelegd door een "fotoval" op een militair oefenterrein nabij Meppen in Nedersaksen, iets meer dan 15 kilometer van de Nederlandse grens.
In 2013 werd het aantal wolvenroedels in Duitsland vastgesteld op 23, waarvan de meeste ten zuidoosten van Berlijn. De meest westelijke roedel bevond zich op de Lüneburger Heide bij Munster. Daarnaast bevond zich nog een wolvenpaar zonder welpen bij Bergen, nog iets westelijker. Solitaire wolven zijn gezien door heel Noord-Duitsland, inclusief de Nederlandse en Deense grens. Anno 2018 telde Duitsland ongeveer achthonderd wolven en een totaal van ongeveer honderd roedels.
In het uiterste zuiden rukte de wolf begin 21e eeuw vanuit Italië op naar Duitsland. In 2010 werd er een solitaire wolf gesignaleerd bij Bayrischzell.
In Polen werd het aantal wolven in het voorjaar van 2011 geschat op 750 exemplaren. Wolven komen voor in het hele land, behalve het centrale gedeelte. In 2008 werd de populatie in Litouwen geschat op 200 exemplaren, ongeveer 15 tot 20 roedels, verspreid over het hele land. Een kleine populatie wolven leeft in Hongarije en Tsjechië, waar in 2008 twee roedels leefde in de westelijke Beskiden langs de Slowaakse grens.

#### Oost-Europa
Wolven komen algemeen voor in grote delen van Rusland, Estland, Letland, Wit-Rusland, Oekraïne, Slowakije, Bulgarije, Roemenië, Kroatië, Kosovo, Montenegro, Noord-Macedonië, Bosnië-Herzegovina, Albanië, Griekenland (vooral Noord-Griekenland en Peleponesos) en Turkije.
De beste plek in Europa om de wolf tegen te komen zijn de Karpaten. Deze bergketen ligt voor een groot deel in Roemenië, maar ook deels in Polen, Slovenië, Hongarije, Servië en Oekraïne. In dit gebied leeft meer dan de helft van het aantal wolven dat nog in Europa leeft. Hierbij gaat het daar om ongeveer 6.000 wolven.

#### Scandinavië

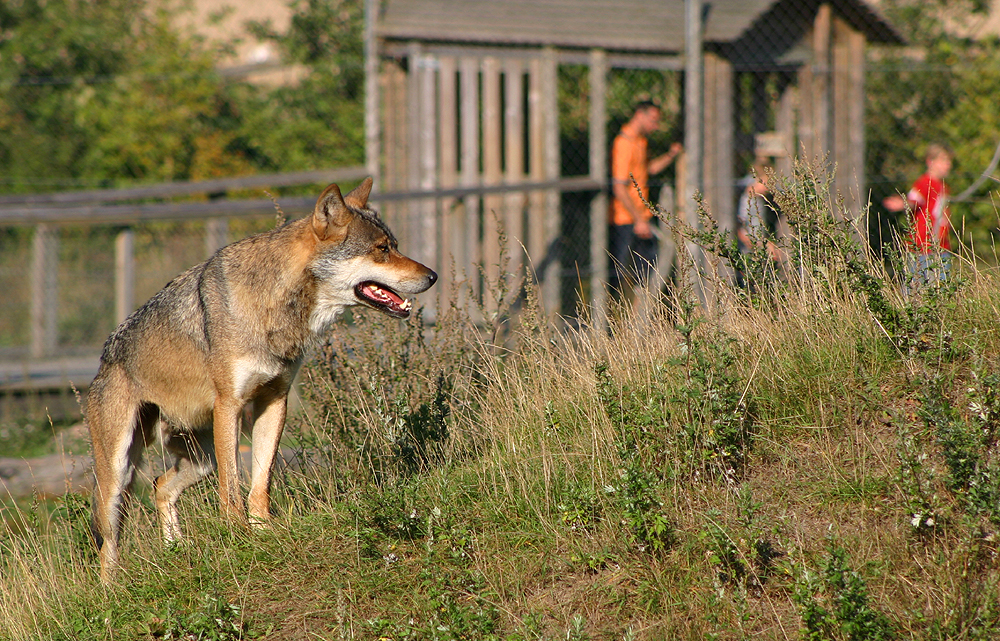
Een wolf in een dierentuin

In het begin van de 19e eeuw was er een groot wolvenbestand in Noorwegen en Zweden, maar dat verminderde sterk tot het midden van de 20e eeuw. Deze teruggang had een aantal oorzaken. Een daarvan was een uitbraak van de wolvenpest rond 1840. In 1845 bewoog dit de Noorse overheid tot een campagne om de wolven uit te roeien. De sterke bevolkingsgroei had tot gevolg dat er minder prooidieren beschikbaar kwamen. In de jaren 60 van de 20e eeuw waren er waarschijnlijk geen wolven meer in Noorwegen en Zweden. Vanaf het einde van de jaren 70 kwamen er weer nieuwe exemplaren vanuit Finland en Rusland. Ook werden er fokprogramma's gestart. Het wolvenbestand in Zweden en Noorwegen omvatte in de winter van 2006/2007 tussen de 127 en 151 exemplaren, waarvan er 19 tot 21 in Noorwegen gevonden werden en de rest in Zweden. In de winter van 2010/2011 werd de wolvenpopulatie in Noorwegen en Zweden geschat op 289 tot 325 exemplaren, waarvan het grootste deel nog steeds in Zweden. De provincies met de grootste wolvendichtheid zijn Värmland, Dalarna en Gävleborg: alle in Svealand. De Noorse wolven bevinden zich vooral in de grensstreken met Zweden in het zuiden van het land. Het dunbevolkte noorden van Zweden is erg geschikt voor wolven, maar door de roofdierjacht aldaar is het erg moeilijk voor wolven om er te overleven. Regelmatig steken er Finse wolven de grens over op zoek naar nieuw leefgebied; door afschot bereiken deze dieren zelden centraal Zweden.
De Finse populatie wolven werd in 2012 geschat op 180 tot 200. De Finse wolven staan in nauw contact met de veel grotere populaties in Rusland. Net als in Zweden en Noorwegen is het lastig om te overleven in het noordelijk deel van het land, aangezien er veel jacht op roofdieren wordt gemaakt door de plaatselijk rendierherders. Wolven komen in principe voor in geheel Finland, maar het meest in het midden van het land. De meeste roedels leven in de regio Kainuu. Sinds 2005 gaat de wolvenpopulatie achteruit, onder andere door de (illegale) jacht.
In 2012 werd voor het eerst in ongeveer 200 jaar een wolf gesignaleerd in Denemarken. Vogelaars merkten de wolf op. Een paar dagen later werd dit dier dood teruggevonden in de buurt van Thy, in het noorden van het land. Na onderzoek bleek de wolf afkomstig uit Lausitz, een wolvengebied in Duitsland. Kort na de dood van de eerste wolf werd een tweede wolf gesignaleerd bij Ringkøbing. In 2014 werd door middel van DNA-analyse vastgesteld dat er in Denemarken al minstens 11 verschillende wolven hadden rondgelopen in de laatste twee jaar.

#### Benelux
In de hoge middeleeuwen keerde het imago van de wolf ten kwade. Het was een van de weinige diersoorten die ongestraft mocht worden gedood, en waarvan de verdelging zelfs werd aangemoedigd. De Vlaamse kasselrijen kenden vanaf de 14e eeuw premies toe aan iedereen die een wolf doodde. In de andere gewesten was dit eerst voorbehouden aan officiële jagers en werden de premies pas tijdens de Tachtigjarige Oorlog veralgemeend.

###### Nederland
Omstreeks 1800 kwamen wolven in Nederland nog in redelijke aantallen voor. In 1897 werd er nog een wolf waargenomen bij het Noord-Brabantse Heeze, maar aangenomen kan worden dat er al decennia eerder geen populaties meer in Nederland voorkwamen en het dier uitgestorven was. Meer dan een eeuw konden wolven in Nederland alleen in dierentuinen worden waargenomen.
In de laatste decennia van de 20e eeuw waren er discussies over de wenselijkheid en mogelijkheid de wolf in Nederland te (her)introduceren. Volgens een modelstudie uit 2012 zouden in Nederland in de Oostvaardersplassen, op de Veluwe en in sommige andere delen in het oosten van Nederland roedels wolven kunnen overleven.
Na 2000, en na 2015 in toenemende mate, werden er geregeld meldingen gedaan van wolven in Oost-Nederland. De meldingen uit Drenthe en Groningen in 2015 trokken veel aandacht omdat er filmbeelden zijn van het dier in stedelijke omgeving.
In 2018 en 2019 volgden waarnemingen van door wolven gedode schapen. De wolf met de code 'Grijze Wolf 998f' is voor zover bekend de eerste wolf die zich weer in Nederland vestigde. Deze wolf, afkomstig uit de Duitse deelstaat Brandenburg, doodde op verschillende plaatsen schapen en vond een territorium op de Veluwe. In 2019 waren er berichten over een tweede wolvin en zijn voor het eerst sinds 200 jaar weer wolven geboren in Nederland.
Tussen 2019 en 2021 was er in Nederland één wolvenroedel. In 2022 waren het er vier en een jaar later negen. In 2024 waren het er elf.

##### België
In België was de soort tegen het einde van de 19e eeuw uitgestorven. In 1830 meldde geograaf Philippe Vandermaelen in verschillende bosrijke gemeenten van de provincie Luik nog het voorkomen van wolven (toen als een plaag beschouwd).
In Wallonië werden er in 2011 wolven gesignaleerd (Gedinne, Namen) en opnieuw in 2016 (Masbourg, Luxemburg). In januari 2018 werd de eerste terugkeer van de wolf in Vlaanderen bevestigd. In 2023 werd op basis van onderzoek aan een karkas bekend dat er al in 2017 een wolf sporen in Brakel in Vlaanderen had achtergelaten. In 2020 stond de teller op elf passerende wolven in totaal, waarvan vijf in Vlaanderen en zes in Wallonië.
In december 2021 werd ook in de provincie Vlaams-Brabant voor het eerst na zo'n 200 jaar opnieuw een wolf vastgesteld, en in februari 2022 voor het eerst in Oost-Vlaanderen, waarmee de soort ook voor het eerst weer de Schelde overstak. In 2023 werd in het West-Vlaamse Poperinge een wolf waargenomen, die waarschijnlijk uit Frankrijk kwam.

#### Frankrijk
Tijdens het ancien régime waren er in Frankrijk wetten om wolven te bestrijden. Die werden afgeschaft na de Franse Revolutie maar in 1804 weer ingevoerd. Er werden premies uitgekeerd om wolven te verdelgen. Tussen 1818 en 1829 werden er in Frankrijk ongeveer 20.000 premies voor gedode wolven uitgekeerd. In de jaren 1880 werd het premiebedrag sterk verhoogd. Tegen 1920 was in Frankrijk de wolf zo goed als uitgeroeid.
Sinds 1992 zijn er in Frankrijk weer waarnemingen van wolven. In de Alpen, de grensstreek met Italië, in de Mercantour en daarbuiten. DNA-analyse heeft aangetoond dat deze dieren uit Italië komen. Tijdens de Ronde van Frankrijk werd er door boeren actie gevoerd tegen de wolven in de Alpen, omdat ze schapen doodden. Er zijn sinds 1995 meldingen van enkele wolven in het Massif du Carlit in de Pyrénées-Orientales. Genetisch onderzoek heeft aangetoond dat ook deze uit Italië komen, en niet uit de Spaanse wolvenpopulatie die meer naar het westen leeft. Hieruit blijkt met welke snelheid ze zich in nieuwe gebieden kunnen vestigen. Per jaar komen ze 20 tot 50 km verder naar het westen, noorden en oosten voor. Inmiddels zijn ze ook aanwezig in Aubrac in het departement Lozère.
In 2005 schatte men dat er ongeveer 80 wolven in Frankrijk leefden in 7 tot 11 roedels. Het jaar daarop werd het aantal op meer dan honderd dieren geschat. Er is dat jaar een vergunning afgegeven om zes wolven af te schieten als deze meer dan eens schapen doodden. In 2004 werden er daadwerkelijk drie dieren afgeschoten. Begin 2018 was de geschatte populatie gegroeid naar 350 wolven. Op 19 februari van dat jaar presenteerde de minister van Milieu, Nicolas Hulot, zijn visie op de toekomst van de wolf in Frankrijk. Hij achtte een aantal van 500 in 2023 aanvaardbaar. Als de groei te snel gaat, is een jaarlijks afschot van 10% mogelijk.

#### Midden- en Zuid-Europa
In Spanje zijn de meeste wolven, circa 1500, te vinden in het noordwesten. In het zuiden is er een kleinere populatie. In het hele land zijn er naar schatting 2000 wolven. Ook in de Pyreneeën zijn er te vinden. Zij komen uit Italië en Frankrijk.
In Portugal staat de Iberische wolf op uitsterven. Sinds 1988 is hij hier wettelijk beschermd.
De wolf is in Italië nooit uitgestorven. Op een gegeven moment bereikte de situatie van de populatie Italiaanse wolven wel een kritiek punt, met aantallen in de buurt van de honderd, maar ze hebben het in Zuid-Italië overleefd. Er is een kleine, maar stabiele groep wolven in het Parco Nazionale d'Abruzzo.
In de jaren 1970 werden wolven waargenomen in Umbrië en in Emilia-Romagna, in 1985 in Alessandria in de Italiaanse regio Piëmont en het grensgebied met Frankrijk, en in 1994 in Valle di Susa. Aantallen en gebieden nemen met ongeveer 20 tot 40% per jaar toe.
Vanuit Italië en/of Frankrijk is de wolf ook sinds 1995 weer op kleine schaal aanwezig in Zwitserland. In 2019 waren er vijf roedels bekend in de kantons St. Gallen, Glarus en Graubünden. In Slovenië ligt de noordelijke grens van de Zuidoost-Europese wolvenpopulatie. Hiervan zijn de eersten de grens met Italië overgestoken. Slowakije vormt de westelijke grens van de Oost-Europese wolvenpopulatie. Van Tsjechië is bekend dat er kleine populaties rondlopen.

## Relatie met de mens

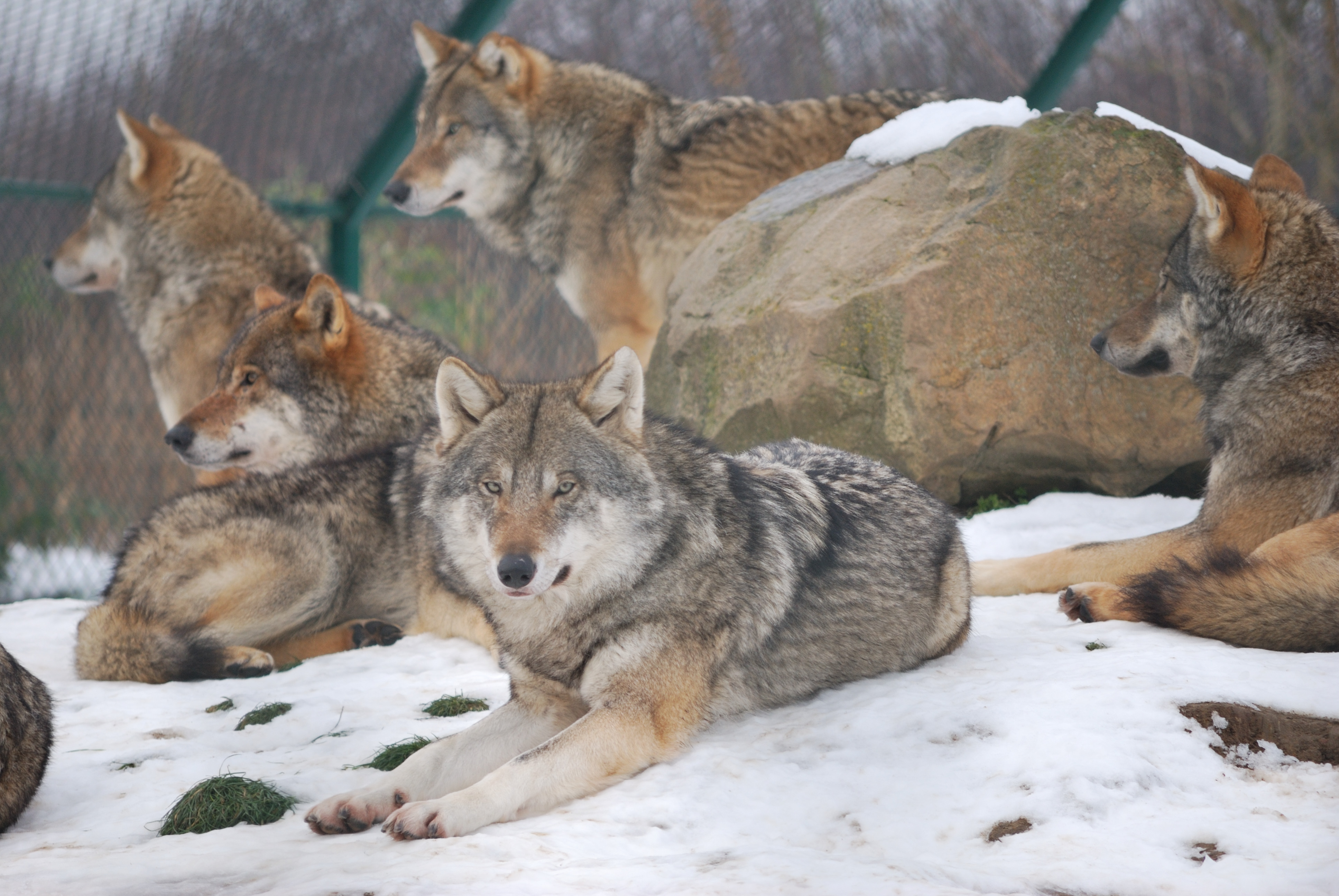
Groep reuen in dierentuin Dierenrijk, Mierlo, december 2009

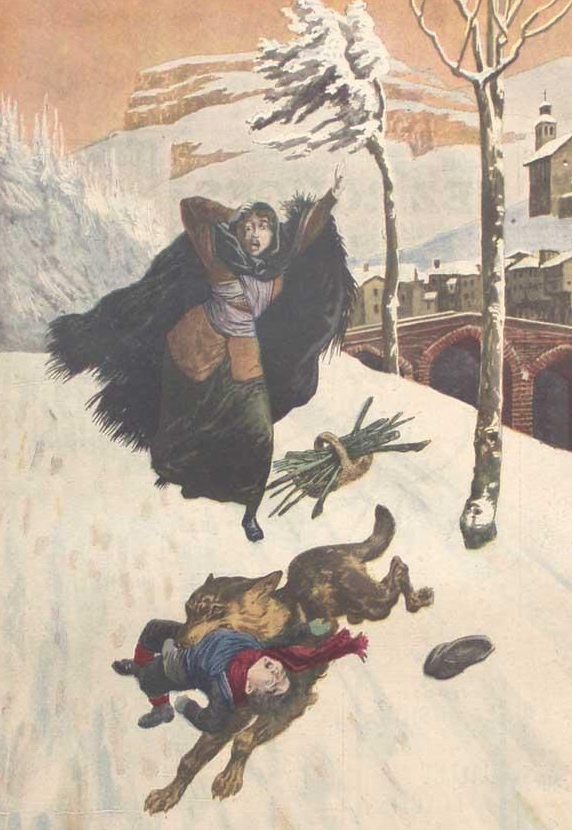
Een illustratie uit het Franse weekblad Le Petit Journal van 25 januari 1914, waarin een kind wordt gegrepen door een wolf.

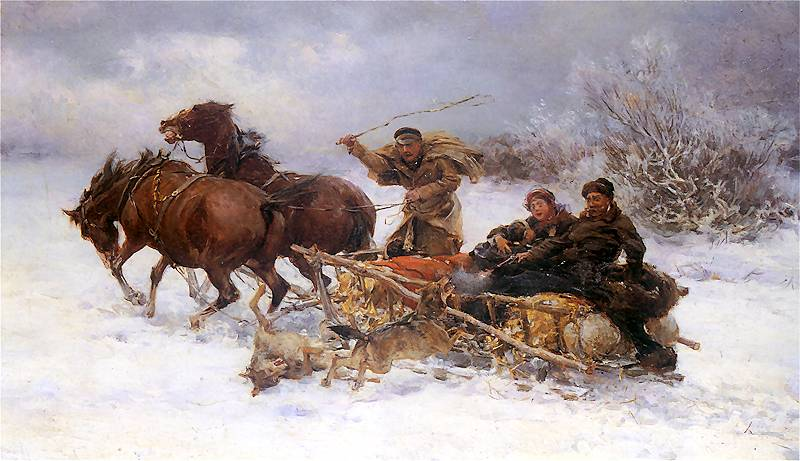
Een afbeelding van wolven die een slee aanvallen.

Vanaf het moment dat mensen schapen en geiten begonnen te houden om in hun levensonderhoud te voorzien, zijn wolven als schadelijke dieren beschouwd, omdat ze dieren uit de kuddes roofden. In de loop der tijd is het dier om die reden bejaagd en op veel plaatsen uitgeroeid. De Bijbel, en met name het Nieuwe Testament, waarin Jezus werd voorgesteld als een herder die zijn kudde hoedde en beschermde tegen wolven, heeft het imago van de wolf geen goed gedaan. In verhalen en sprookjes werd de wolf ook afgeschilderd als een dier dat mensen aanviel. Waarschijnlijk geen enkel verhaal is zo slecht geweest voor het imago van de wolf als mensenverslinder als het sprookje van Roodkapje, op schrift gesteld in 1697 door Charles Perrault maar waarschijnlijk ouder.
In de praktijk vlucht een wolf meestal voor een mens. Mensen en kinderen worden slechts in uitzonderlijke gevallen aangevallen, vrijwel alleen als ze zich wagen in de buurt van een nest met jongen. Er zijn veel gevallen gedocumenteerd waarin wolven mensen doodden. In vergelijking met carnivoren van ongeveer dezelfde grootte maakt de wolf echter relatief weinig dodelijke slachtoffers onder mensen. In ongeveer de helft van de gevallen gaat het om hondsdolle wolven. De hond, de naaste verwant van de wolf, maakt jaarlijks wereldwijd enkele tienduizenden dodelijke slachtoffers. Wolfshonden kunnen brutaler zijn dan echte wolven. Ze leven ook vaker in de omgeving van bewoonde plaatsen, waardoor ze potentieel veel gevaarlijker zijn voor vee en mensen.
Individuele wolven zijn schuw. Hoe groter de roedel is, hoe meer de wolf durft te bejagen. Een eland wordt nooit door één of twee wolven aangevallen, dat gebeurt alleen met een groep van zes of meer dieren. Aan de andere kant heeft de wolf de voorkeur om in kleine groepen van twee of drie dieren te leven in landschappen waar voldoende kleine prooien te bemachtigen zijn. Het vormen van grote roedels lijkt vooral te gebeuren in gebieden met lange koude winters met veel sneeuw. In zo'n periode zijn grote prooien nog goed te vinden, de kleine prooien zijn dan in winterslaap of leven diep verborgen onder de sneeuw. Ook grote roedels mijden doorgaans de plaatsen waar ze mensen kunnen tegenkomen.
Hoe wolven reageren op mensen is grotendeels afhankelijk van hun eerdere ervaringen met mensen: wolven die geen negatieve ervaringen hebben met mensen en niet van mensen afhankelijk zijn voor voedsel, tonen weinig angst. Ze zijn over het algemeen niet gevaarlijk voor een mens zolang ze met weinig zijn, voldoende voedsel hebben, weinig contact hebben met de mensen en er af en toe op ze wordt gejaagd. Hoewel wolven agressief kunnen reageren als ze getart worden, blijven dit soort aanvallen meestal beperkt tot oppervlakkige beten in de ledematen.
Feitelijk roofzuchtige aanvallen worden meestal gedaan door een individuele wolf of een roedel die ervaring heeft met aanvallen op mensen. Aan dergelijke aanvallen kan een lange periode van gewenning zijn voorafgegaan, waarbij wolven geleidelijk hun angst voor mensen verliezen. De wolf valt zijn slachtoffer over het algemeen aan door hem bij de hals te pakken en weg te slepen om hem op te eten, tenzij hij wordt verstoord. Dit soort aanvallen blijken in tijd en plaats gegroepeerd voor te komen, en gaan meestal door tot de op deze manier geconditioneerde dieren worden gedood. Roofzuchtige aanvallen kunnen op elk moment van het jaar voorkomen, met een piek in de periode juni-augustus, wanneer er vaker mensen in de beboste gebieden zijn, hoewel er ook aanvallen van niet-hondsdolle wolven in de winter bekend zijn, meer bepaald in Wit-Rusland en Oekraïne en in de Russische districten Kirovsk, Irkoetsk en Karelië. Wolven met welpen hebben in de zomer meer problemen om aan voedsel te komen. De meerderheid van de slachtoffers van roofzuchtige aanvallen zijn kinderen; in de zeldzame gevallen waarin volwassenen worden gedood, betreft het bijna altijd vrouwen.

### Geschiedenis
In het Europa van vóór de 20e eeuw waren aanvallen van wolven op mensen niet algemeen, maar ze maakten wel deel uit van de alledaagse risico's van het leven.
In Frankrijk werden er in de periode 1580-1830 3272 mensen gedood door wolven, zo blijkt uit historische bronnen. Daarvan werden er 1961 gedood door niet-hondsdolle wolven.
Uit kerkelijke en administratieve bronnen uit Italië is naar voren gekomen dat er in het centrale deel van de Povlakte in de 15e tot de 19e eeuw 440 mensen werden gedood door wolven.
Vóór 1882 werden in Fennoscandinavië in 300 jaar tijd 94 kinderen onder de leeftijd van 12 jaar gedood door niet-hondsdolle wolven.
Tussen 1840 en 1861 vonden in Rusland 273 aanvallen door niet-hondsdolle wolven plaats, wat de dood van 169 kinderen en 7 volwassenen tot gevolg had. Tussen 1944 en 1950 werden in de oblast Kirov 22 kinderen in de leeftijd van 3 tot 17 jaar gedood door wolven.
Er zijn talrijke verslagen vastgelegd van aanvallen door wolven in Azië, waarbij drie Indiase deelstaten omstreeks het eind van de 20e eeuw melding maakten van een groot aantal niet-hondsdolle aanvallen. Deze aanvallen werden gedocumenteerd door professionele biologen. In Hazaribagh raakten tussen 1980 en 1986 100 kinderen gewond en werden er 122 gedood.
In Noord-Amerika, waar ongeveer zestigduizend wolven leven, zijn aanvallen van wolven op mensen een zeldzaamheid. Uit de mondelinge geschiedenis van een aantal inheemse Amerikaanse stammen blijkt dat wolven zo nu en dan wel mensen doodden. Stammen die in de bossen leefden vreesden wolven meer dan hun tegenhangers die op de toendra leefden, omdat hun ontmoetingen met wolven meestal plotseling en van tamelijk nabij waren. Het geringe aantal gemelde aanvallen in Noord-Amerika in vergelijking met Eurazië wordt vaak in verband gebracht met de van oudsher grotere beschikbaarheid van vuurwapens in Noord-Amerika, waardoor de Noord-Amerikaanse wolven meer leerden om mensen te vrezen dan hun Euraziatische soortgenoten. Ontmoetingen met agressieve wolven lijken in Noord-Amerika echter in aantal toe te nemen. In één studie worden 80 gevallen vanaf 1915 in Alaska en Canada genoemd waarbij wolven mensen dicht benaderden of aanvielen, waaronder 39 gevallen van agressie door ogenschijnlijk gezonde wolven en 29 gevallen van onverschrokken gedrag van niet-agressieve wolven.

### Recente gevallen
In de periode vanaf 1998 zijn er wereldwijd 23 gevallen bekend van mensen die door wolven zijn gedood. Twintig van deze slachtoffers vielen in Azië (m.n. Rusland en Afghanistan), twee in Noord-Amerika en één in Europa (Zweden).
In 2006 overleed een jongetje in een dierentuin in Rusland door bloedverlies nadat hij was gebeten door een wolf die hij probeerde te aaien.
In Noord-Amerika vielen in de periode 2000-2010 twee dodelijke slachtoffers, Kenton Joel Carnegie (22 jaar, 2005, in Saskatchewan, Canada) en Candice Berner (32 jaar, 2010, in Alaska).

### Hondsdolheid
Vergeleken met andere diersoorten komt hondsdolheid bij wolven weinig voor, omdat wolven geen primaire gastheer zijn voor de ziekte. Wolven kunnen de ziekte oplopen door contact met andere dieren zoals honden, jakhalzen en vossen. Gevallen van hondsdolheid bij wolven zijn zeer zeldzaam in Noord-Amerika, maar algemeen in het oostelijke Middellandse Zeegebied, in het Midden-Oosten en in Centraal-Azië. Bij hondsdolle wolven ontwikkelt de fase van "razernij" zich tot een hoog niveau. Daardoor, en door hun formaat en kracht, zijn dolle wolven misschien wel de gevaarlijkste hondsdolle dieren. Beten van hondsdolle wolven zijn 15 keer gevaarlijker dan die van dolle honden. Hondsdolle wolven opereren meestal alleen, reizen over grote afstanden en bijten vaak grote aantallen mensen en huisdieren. Ze vallen het meeste aan in het voorjaar en de herfst en in tegenstelling tot gezonde wolven eten ze hun slachtoffers niet op. Hondsdolle agressie duurt over het algemeen slechts een dag. Gezonde wolven kiezen hun slachtoffers uit en letten daarbij op tekenen van zwakte of ziekte. Daarentegen vallen dolle wolven willekeurig aan wat voor ze komt te staan, waardoor menselijke slachtoffers in de meeste gevallen volwassen mannen zijn.

## Rol in folklore en mythologie
Wolven hebben in de folklore traditioneel een slechte reputatie,  die echter maar zeer ten dele op feiten berust. Net als alle roofdieren kunnen wolven in sommige gevallen inderdaad gevaarlijk voor de mens zijn. De vele gruwelverhalen over hun kwaadaardigheid (zoals in de bekende sprookjes Roodkapje, De wolf en de drie biggetjes en De wolf en de zeven geitjes) lijken echter niet op feiten te berusten. Toch heeft de natuurbescherming overal de grootste moeite de soort ergens weer in ere te herstellen vanwege deze mythevorming.

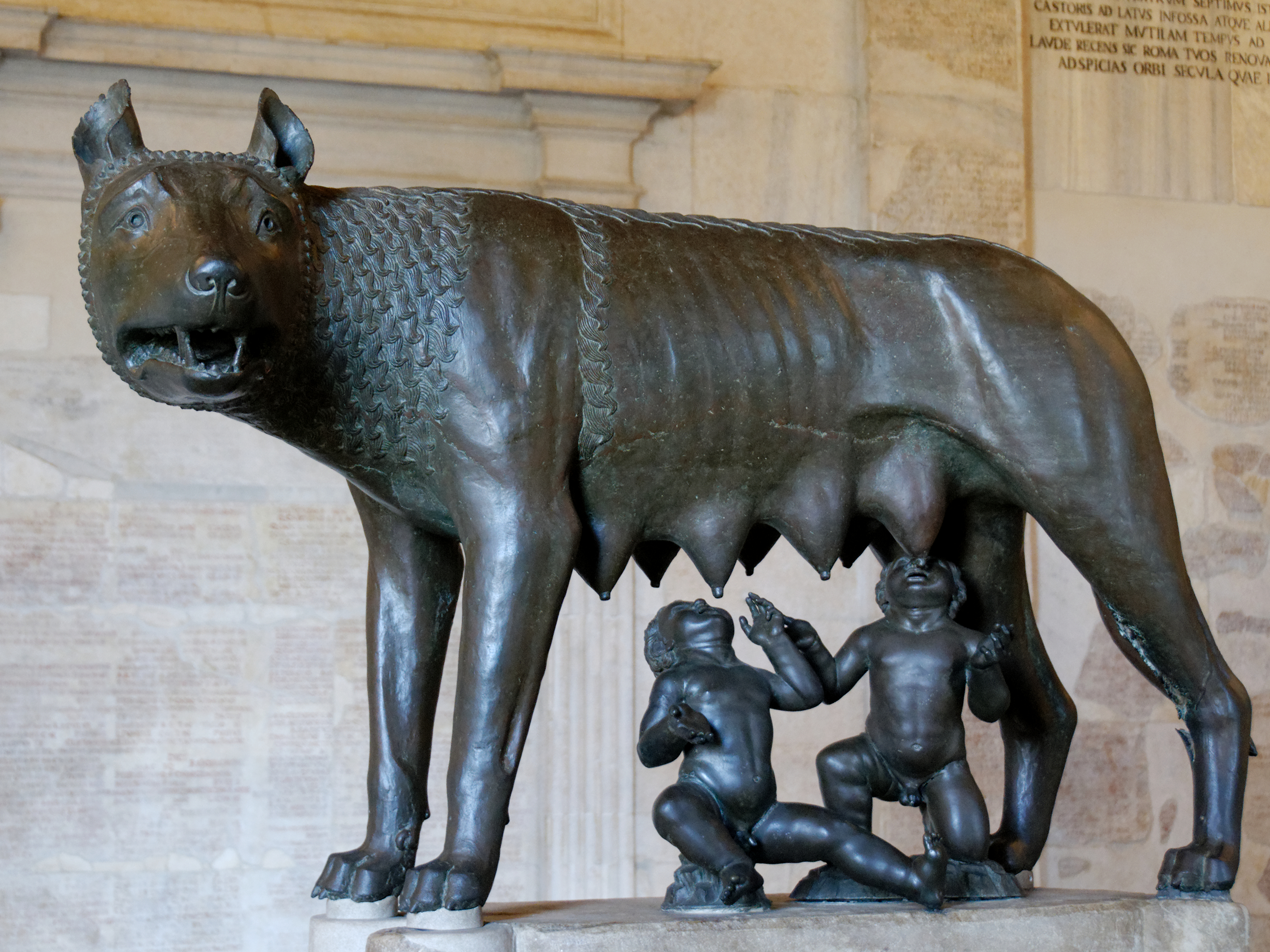
Lupa Capitolina. Rome, Musei Capitolini.

Wolven hebben anderzijds niet in alle verhalen een negatieve rol. De stad Rome werd bijvoorbeeld – volgens de legende – gesticht door Romulus en Remus, twee kinderen die als wilden waren opgegroeid en door een wolvin, de Lupa Capitolina, gezoogd, en ook het jongetje Mowgli uit Rudyard Kiplings "Jungle Boek" werd in een wolvenhorde opgevoed. 
De wolf wordt in verband gebracht met de wolfsangel, een instrument waarmee men wolven doodde of verminkte en een geschilderd waarschuwingsteken tegen wolven.
Bij de Germanen werd de wolf vereerd als een heilig dier: de wolven Geri (de Begerige of Gierige) en Freki (de Vermetele, Duits: Freche) begeleidden Odin; zij waren zijn boodschappers en hadden voorspellende gaven. De Germaanse naamstam -wolf-, -olf, -lof wordt vanaf de eerste eeuwen na Christus frequent aangetroffen (zie artikel Rudolf). En bij de oorspronkelijke Amerikanen was het de broeder wolf.
In de 20e eeuw is de houding jegens wolven langzamerhand wat gewijzigd, omdat het besef is doorgedrongen dat deze dieren ook een onlosmakelijk deel van de weinige nog werkelijk wilde delen van de wereld zijn. Vereniging The Wolf Conservation Association zorgt voor juiste informatie inzake wolven en voor nodige opvang.

## In de taal
In veel talen bestaan spreekwoorden, gezegden en uitdrukkingen die verwijzen naar de wolf en zijn traditionele reputatie, zoals het Latijnse  Homo homini lupus ("de mens is voor zijn medemens een wolf")  en het Engelse Mercy to the wolves is cruelty to the lambs ("Genade voor de wolven is wreedheid jegens de lammeren"), dat bijvoorbeeld wordt aangehaald bij het benadrukken dat (oorlogs-)misdadigers hun straf niet mogen ontlopen. Het lam geldt daarbij dan in een allegorische voorstelling als symbool voor de onschuld of het slachtoffer en de wolf (en ook de leeuw) als symbool voor het kwaad of de dader. 
Een bekende uitdrukking in het Nederlands is Een wolf in schaapskleren (variant: Een wolf in een schapenvacht) voor iemand die zich vriendelijk en welwillend voordoet, om daarmee onderliggende kwade bedoelingen te maskeren.